# Duque da Gotalândia Oriental
Os Príncipes suecos em algumas dinastias foram criados duques de várias províncias, e as suas esposas duquesas do mesmo. Desde 1772 que é apenas um título nominal. A Princesa Estela é a atual Duquesa de Gotalândia Oriental.

## Lista de duques e duquesas de Gotalândia Oriental
- Sune Sik Sverkersson, Duque de Gotalândia Oriental do século XII (de acordo com o historiador sueco Magnus Boræn)
- Magno, Duque de Gotalândia Oriental 1560-1595
- João, Duque de Gotalândia Oriental 1606-1618
- Frederico Adolfo, Duque da Gotalândia Oriental 1772-1803
- Óscar II da Suécia, Duque de Gotalândia Oriental 1829-1872, então rei Óscar II da Suécia e Noruega
- Carlos, Príncipe Bernadotte, duque de Gotalândia Oriental 1911-1937
- Estela, Duquesa da Gotalândia Oriental 2012 -